# Alberic Schotte
Alberic "Briek" Schotte (født 7. september 1919, død 4. april 2004) var en belgisk landevejscykelrytter og to gange verdensmester i landevejsløb.